# Мішеніна Тамара Василіївна
Тамара Василіївна Мішеніна (нар. 1950) — українська астрономка, завідувачка відділу фізики зір та галактик в Одеській обсерваторії.

## Біографія
Народилася 11 квітня 1950 року. В 1967—1972 роках навчалася в Одеському державному університеті.
Працювала в Одеській обсерваторії лаборантом (1972—1973), молодшим спеціалістом (до 1979), аспірантом (до 1982), молодшим науковим співробітником (до 1985). 1985 року захистила кандидатську дисертацію «Поширеність хімічних елементів в атмосферах холодних зір». Після цього працювала в Одеській обсерваторії старшим науковим співробітником (до 1988), вченим секретарем (до 1991) і провідним науковим співробітником (до 2003). З травня 2003 працює завідувачкою відділу фізики зір та галактик. 2005 року в Головній астрономічній обсерваторії НАНУ захистила докторську дисертацію «Хімічний склад F-, G-, K-зір як спостережне виявлення еволюції зір і Галактики» за спеціальністю «астрофізика, радіоастрономія».
Є членкинею редколегії журналів «Кінематика і фізика небесних тіл» , «Odessa Astronomical Publications» та щорічного науково-популярного збірника «Одеський астрономічний календар», членкинею наукового комітету щорічних міжнародних астрономічних «гамівських»  конференцій .

## Наукові результати
Тамара Мішеніна займається зоряною астрофізикою, моделями зоряних атмосфер, зоряною спектроскопією з високою роздільною здатністю, хімічною і динамічною еволюцією Галактики.
Має понад 154 наукових праць у провідних міжнародних журналах та фахових виданнях України, авторка монографії та співавторка колективних монографій .

## Відзнаки
- Почесна грамота Одеської обласної ради (2019)[3]